# Невичерпна Чаша (ікона)
Ікона Пресвятої Богородиці «Неупиваєма Чаша» — чудотворна ікона Божої Матері. Відома з 1878 року.

## Опис
Славна ікона по іконографії відноситься до найдавніших зображень Божої Матері[джерело?] — «Оранта» або «Знамення», тільки Бог-Дитина написаний, стоячи в чаші.
Письменник І. С. Шмельов посвятив повість іконі — «Неупиваемая Чаша» (1918).

## Історія
Селянин Єфремовського повіту Тульської губернії, відставний солдат, був одержимий пристрастю до пияцтва. Він пропивав усе, що мав, і незабаром став злидарювати.
Увісні з'явився йому старець і наказав іти в місто Серпухов у монастир Владичиці Богородиці, де перебуває ікона Божої Матері «Неупиваєма Чаша», і відслужити перед нею молебень.
Прийшовши в монастир стражденний попросив показати йому ікону Божої Матері «Неупиваєма Чаша», але ніхто в обителі не знав такої ікони. Після пошуків, ченці, нарешті, знайшли іконку, що висіла в проході із храму в ризницю. На зворотному боці її дійсно був напис «Неупиваєма Чаша».
Із Серпухова солдат вертався додому повністю здоровим!
Звістка про дивовижну прославлену ікону Божої Матері швидко поширилася Російською імперією. Люди, що впадали в пияцтво, їх рідні й близькі поспішали донести молитви до Богоматері про зцілення від недуги, а багато приходили, щоб вшанувати Владичицю за її велику милість.
Існують відомості про численні зцілення після молитов перед цією іконою, доказом цього є численні дари, що прикрашають ікону.
Після закриття більшовиками Владичного монастиря передали до собору Миколая-чудотворця. В 1929 році собор закрили, всі його святині спалені на березі річки Нари, а слід «Неупиваємої чаші» губиться.
Шанування Серпухівськой святині відновилося в 80-х роках XX століття.
Образ прикрасили срібною ризою, а пізніше в лівий нижній кут ікони був вставлений ковчег із частиною пояса Пресвятої Богородиці.
6 травня 1996 року, в Серпухівському Введенському Владичному жіночому монастирі, в місці явлення першообразу в XIX столітті, був освячений новостворений список Чудотворної ікони.
30 травня 1997 року ікону «Неуповаєма Чаша» було вперше внесено в Православний церковний календар.

## Святкування
Святкування ікони Божої Матері «Неупиваєма чаша» відбувається щороку 18 травня, за новим календарем.
У відродженому Серпухівському Висоцькому монастирі щонеділі, після закінчення Божественної літургії, йде молебен з акафістом перед іконою Божої Матері «Неупиваєма чаша», за яким поминають імена тих, хто стражає від пияцтва й потребує допомоги Пречистої Владичиці.

## Храми та монастирі
- Білорусь, м. Мінськ. Церква ікони Божої Матері «Неупиваєма Чаша»
- Росія, Іркутська область, с. Карлук. Церква ікони Божої Матері «Неупиваєма Чаша»
- Росія, Лодейнопольський район, Пірозеро. Покрово-Тервенічеський жіночий монастир. Пирозерський скит. Церква ікони Божої Матері «Неупиваєма Чаша»
- Росія, Республіка Комі, Прилузський район. с. Архиповка. Монастир Макарія Єгипетського. Церква ікони Божої Матері «Неупиваєма Чаша»
- Україна, м. Одеса. Архангело-Михайловський жіночий монастир. Каплиця ікони Божої Матері «Неупиваєма Чаша»

## Уривок з акафіста
Короткий уривок з акафіста до Пресвятої Богородиці ради чудотворної ікони Її «Неупиваєма Чаша»
Кондак 1
Досконале й дивне звільнення нам дароване — Твій образ пречесний, Владичице Богородице, ми ж, звільнені явленням його від недуг духовних і тілесних та скорботних обставин, подячні хваління приносимо Тобі, Всемилостива Заступнице. Ти ж, Владичице, «Невипиваною Чашею» нами іменована, прихилися милостиво до наших зітхань і закликів сердечних, і звільнення даруй страждаючим від недуги пияцтва, щоб з вірою ми взивали до Тебе: Радуйся, Владичице, Невипивана Чаша, духовну спрагу нашу тамуюча!.

## Галерея

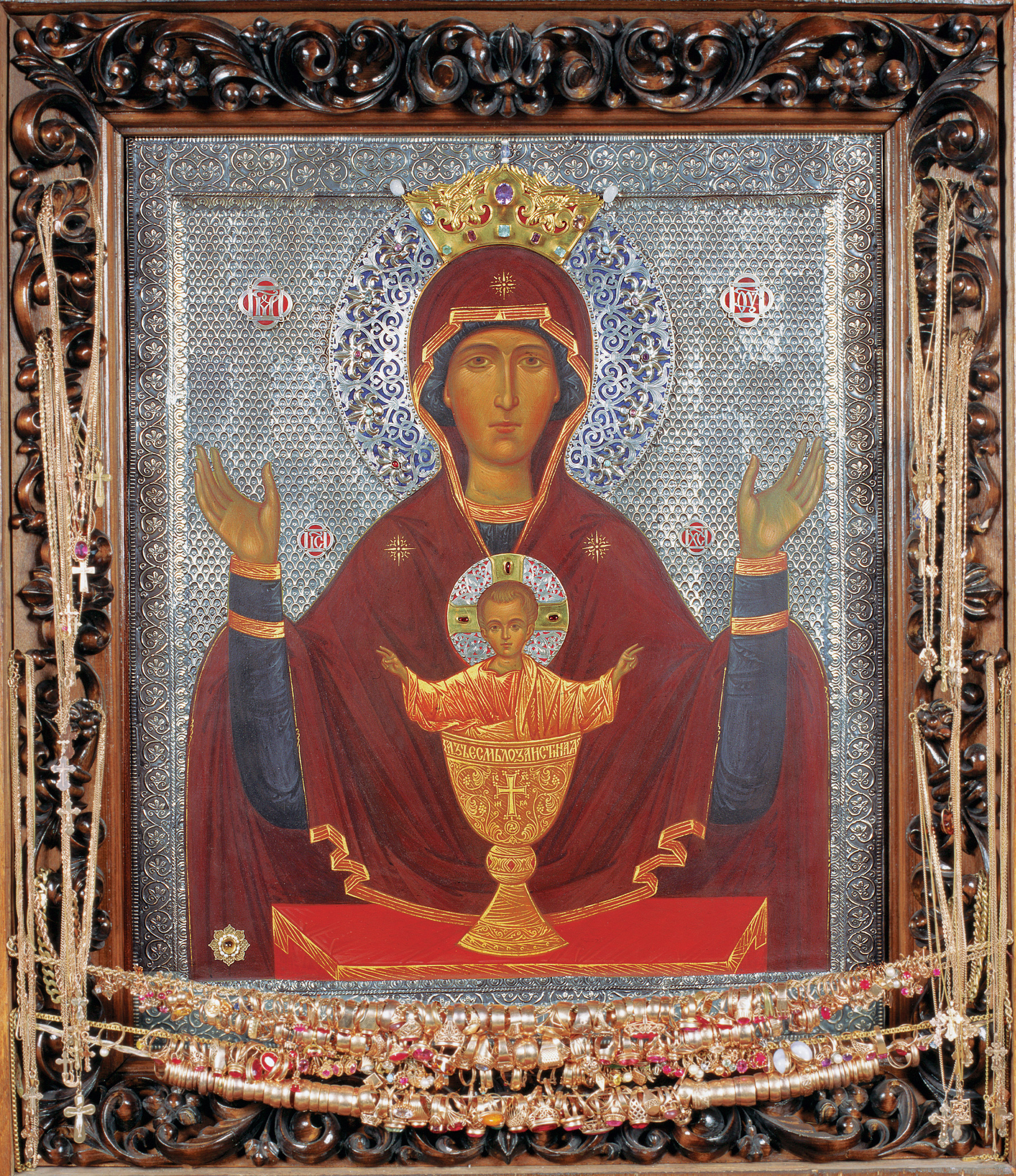
Ікона Богородиці «Неупиваєма Чаша» м. Серпухів Введенський Владичний жіночий монастир
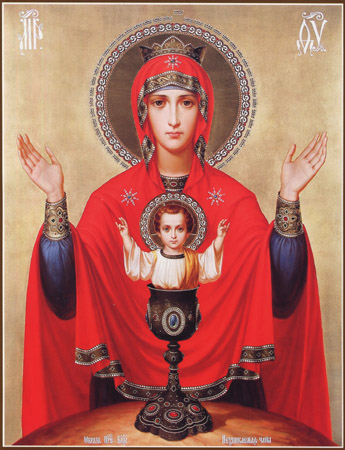
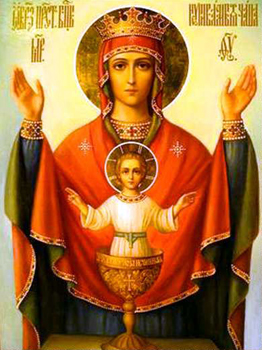
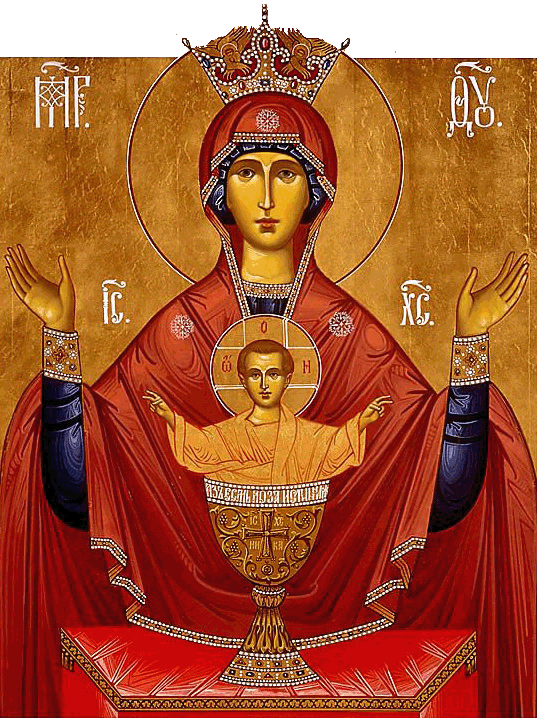
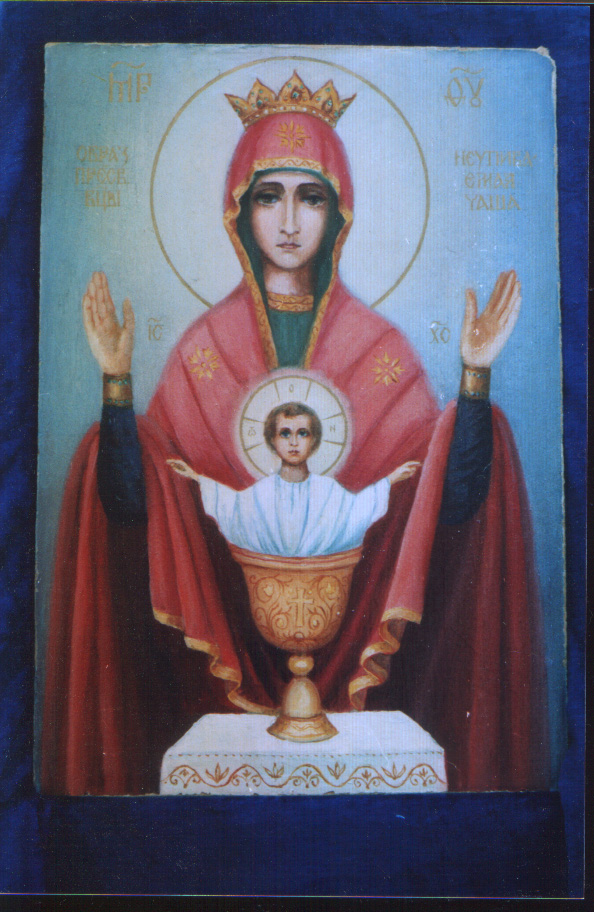
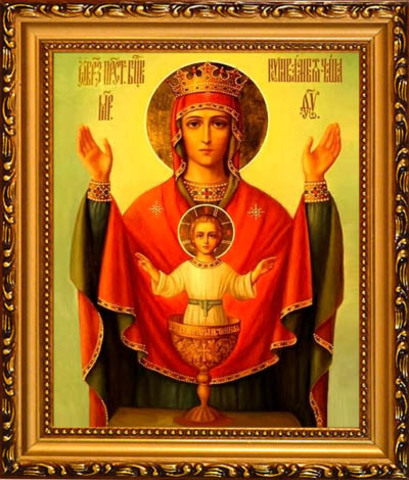
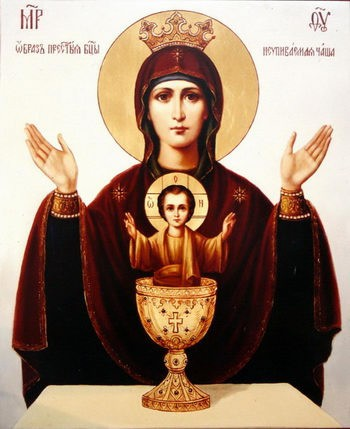